# 3380 Awaji
3380 Awaji  este un asteroid din centura principală, numit după insula Awaji (Japonia, prefectura Hyōgo). Descoperirea aparține astronomului ungur György Kulin și a fost făcută la 15 martie 1940 în-un observator din Budapesta, iar numele i-a fost dat de către astronomul japonez Shuichi Nakano în onoarea insulei japoneze Awaji. Asteroidul are o orbită eliptică între orbitele planetelor Marte și Jupiter.